# كلية بيركبيك - جامعة لندن
كلية بيركبيك، جامعة لندن (بالإنجليزية: Birkbeck, University of London)‏ وعادة ما يشار إليها باسمها الأول فقط كلية بيركبيك, وهي إحدى الكليات الجامعية التابعة لجامعة لندن. تتميز هذه الجامعة باهتمامها باستقطاب الأشخاص العاملين الذين يرغبون بالحصول على مؤهل أكاديمي في مرحلة البكالوريوس وتوفر لهم برامج دراسية مسائية ليتلاءم ذلك مع أوقات عملهم، ولذلك كان شعار الجامعة (ادرس ليلاً). أما في مرحلة الدراسات العليا فتمنح الكلية درجة الماجستير في العديد من التخصصات ويمكن الالتحاق ببرنامج الدراسة الكامل أو الجزئي، وعادة ما يكون التدريس مسائياً, كما تمنح الجامعة درجة الدكتوراه للطلبة الذين يدرسون بدوام جزئي أو كامل. وهذه الجامعة عضو في مجموعة 1994.
يبلغ عدد الطلبة في الكلية 19,000 طالب تقريباً, منهم 15,475 في مرحلة البكالوريوس.

## البحث العلمي والتدريس
بالرغم من أن نظام الدراسة في مرحلة البكالوريوس يعتمد بشكل أساسي على التدريس في الفترات المسائية في بيركبيك، إلا أن الكلية قد بدأت مؤخراً بالتركيز على البحث العلمي خصوصاً في الآداب والعلوم الإنسانية. 
تأسس معهد بيركبيك للعلوم الإنسانية في العام 2004, ويهدف هذا المعهد كما جاء في الموقع الرسمي له إلى تناول القضايا الاجتماعية العامة المهمة في الوقت الحاضر بالاعتماد على الحوارات والمناظرات العامة والمحاضرات والحلقات البحثية والمؤتمرات وتعزيز بيئة متكاملة للبحث العلمي ومد جسور التعاون مع المعاهد والمؤسسات الأكاديمية الأخرى. بالإضافة إلى سمعة الكلية العريقة في مجال البحث العلمي في تخصصات العلوم والفيزياء والأحياء وغيرها من التخصصات العلمية.

## وصلات خارجية
- الموقع الرسمي للجامعة